# Pro Scauro
L'orazione Pro Scauro fu pronunciata da Cicerone nell'anno 54 a.C. in difesa di Marco Emilio Scauro.
Si tratta di un'orazione incompleta: i passi pervenutici, sono stati conservati da due palinsesti, uno Ambrosiano e uno Torinese. Importanti sono anche alcuni frammenti tramandati da Quinto Asconio Pediano, autore del I secolo d.C., il quale compose tra il 54 e il 57 l'Orationum Ciceronis quinque enarratio, un Commentario a cinque orazioni ciceroniane.

## Contesto storico
L'orazione in difesa di Marco Emilio Scauro è dell'anno 54 a.C., un anno particolare per la politica del cosiddetto primo triumvirato. Negli anni precedenti Cicerone era stato uno strumento nelle mani dei triumviri: fu obbligato a difendere Balbo, fu costretto da Cesare a prendere le difese di Vatinio, accusato di brogli elettorali e, per volere di Pompeo, intervenne in favore di Gabinio, il quale, in precedenza, aveva contribuito al suo esilio.
I rapporti fra i tre triumviri si deteriorarono gradualmente. Tale orazione mostra che, in quegli anni, la situazione politica di apparente equilibrio celava da un lato il desiderio di coloro che, come Clodio, avevano visto i propri interessi trascurati durante gli accordi di Lucca, dall'altro la ritrosia dei personaggi politici più in vista ad assumere posizioni esplicite e compromettenti.
Protagonista dell'orazione è Marco Emilio Scauro, figlio di Marco Emilio Scauro. Fu questore di Pompeo durante la guerra mitridatica, marciò in Giudea e in Nabatea. Nel 58 a.C. divenne edile curule e la magnificenza della sua edilità è ribadita da Cicerone:
Dopo la pretura del 56 fu inviato in qualità di propretore in Sardegna. Ritornato a Roma verso la fine di giugno del 54, pose la sua candidatura al consolato dell'anno successivo. Nello stesso periodo, Scauro fu accusato de repetundis da Publio Valerio Triario, un giovane oratore, per incarico dei provinciali. L'accusa di concussione mossa a Scauro coincideva con il momento in cui egli, allo scadere del suo mandato propretoriale in Sardegna, aveva posto la sua candidatura al consolato. Si tratta, dunque, di un processo di natura politica come sottolinea Cicerone:

## Contenuto dell'orazione
L'orazione si apre con la presentazione delle accuse extra causam rivolte a Scauro e la relativa confutazione da parte di Cicerone. Scauro era stato accusato di aver fatto uccidere Bostare, un ricco cittadino di Nora, per impossessarsi dei suoi beni. Secondo l'accusa di Triario, Bostare sarebbe stato invitato a tavola e avvelenato. Scauro, inoltre avrebbe indotto al suicidio la moglie di Arine, dopo averla insistentemente insidiata. Cicerone, a tal proposito, per difendere il suo assistito, riporta le dicerie secondo cui sarebbe stato lo stesso Arine a far uccidere la moglie per poter sposare la madre di Bostare. Arine, probabilmente, aveva affidato l'infausto compito a un liberto che avrebbe agito durante i Parentalia, quando gli abitanti erano usciti dalla città per tributare l'omaggio ai propri cari.
Il terzo capo di imputazione è quello di malversazione ai danni della Sardegna. L'accusa principale riguarda le estorsioni sulle esazioni di grano. Cicerone riuscì a dimostrare l'infondatezza di tale accusa, dichiarando, innanzitutto, che in Sardegna non era stata effettuata una vera e propria inchiesta. Egli accusava Triario di non aver svolto le dovute indagini, contrariamente a quanto lo stesso Cicerone aveva fatto in Sicilia per il processo contro Verre. Cicerone si vanta di essersi recato personalmente in Sicilia e di aver svolto le indagini con diligenza, in modo tale da offrire ai giudici una visione precisa e tangibile di quanto era accaduto:
L'oratore, poi, fa leva sull'inattendibilità della testimonianza dei Sardi. La Sardegna, sottratta a Cartagine nel 238 a.C. e organizzata con la Corsica come provincia nel 237 a.C., fu trattata sempre come terra di conquista: inviava a Roma grano e tributi e rimase un'importante riserva di grano per tutta l'antichità. La Sardegna e la Sicilia, infatti, erano le due province frumentarie più importanti. I Romani disprezzavano i Sardi e in età repubblicana non concessero loro alcuna città libera: nessuna città sarda godette di autonomia comunale, tutte furono sottoposte al pagamento della decima. Cicerone sottolinea il disprezzo nei confronti della popolazione sarda dicendo:
L'orazione si conclude con la perorazione: l'attenzione di Cicerone è rivolta alle imprese della famiglia del proprio assistito, imprese che garantiscono l'onestà e la dedizione allo stato. L'oratore afferma con vanto che:
In particolare Cicerone rievoca la figura del padre, Marco Emilio Scauro, che aveva ricoperto la carica di Princeps senatus e quella dell'avo Lucio Metello che ricostruì il tempio di Castore e Polluce con il bottino ricavato dalla vittoria sui Dalmati. Un altro antenato illustre ricordato da Cicerone è Lucio Metello, pontefice massimo, che salvò, da un tempio in fiamme, la statua di Pallade, che era sotto la protezione di Vesta.

## Osservazioni
L'assoluzione di Scauro avviene il 2 settembre ed è plebiscitaria: secondo Asconio votarono a favore 60 giudici su 68. La condanna di Scauro avrebbe reso più semplice la strada verso il consolato ai suoi competitori G. Memmio Gemello e Gneo Domizio Calvino sostenuti da Cesare e legati da una alleanza. I due cesariani erano anche appoggiati da Appio Claudio, console in carica, che era stato predecessore di Scauro nel governo della Sardegna. Egli aveva partecipato al convegno di Lucca svoltosi nel 56 ed era riuscito a conquistarsi il favore dei triumviri.
Appio Claudio fu promotore dell'inchiesta giudiziaria che si svolse a Roma tra la fine di agosto e gli inizi di settembre. Il tribunale era presieduto da Marco Porcio Catone l’Uticense. Scauro nella sua ascesa politica era supportato dai Sillani, in quanto la madre Cecilia Metella si era risposata con Silla. Egli, inoltre, poteva contare sul ricordo del padre Marco Emilio Scauro che, evitando di trarre profitto dalle persecuzioni sillane, si era rivelato un uomo onesto.
Il collegio della difesa era formato da sei avvocati: Cicerone, Quinto Ortensio, Publio Pulcro Clodio, Marco Marcello, Marco Calidio, Marco Messalla Nigro. Vi erano anche nove consolari come testimoni, i laudatores. L'imputato poteva ricorrere anche ai laudatores che lo difendevano con argomenti che rappresentavano la loro testimonianza, fra questi vi era anche Pompeo. I membri del collegio rappresentavano le diverse correnti politiche il cui obiettivo comune era intralciare l'azione di Cesare.
Riguardo al ruolo di Pompeo in questo processo, ci sono diverse interpretazioni: 
- Asconio considera il ruolo di Pompeo non di rilevante importanza in quanto una rottura nell'equilibrio triumvirale in quel momento si sarebbe rivelata per lui dannosa.
- Partecipando al collegio di difesa, Pompeo si sottraeva al pericolo di inimicarsi i Sillani.
- Probabilmente stava già nascendo un'intesa tra Pompeo e il partito senatorio.
- Il padre di Pompeo, Gneo Pompeo Strabone, aveva difeso Tito Albucio accusato dai Sardi di concussione. Questo significa che vi era una clientela politica fra coloro che erano interessati allo sfruttamento della Sardegna.

Interessante è la presenza di Clodio nel collegio della difesa: la sua partecipazione manifesta la sua volontà di schierarsi contro Cesare dal quale aveva pensato di ricevere riconoscenza per l'attività svolta in suo favore, in qualità di tribuno, in particolare l'aver contribuito all'esilio di Cicerone. Cesare, però, non era stato favorevole a concedergli una legazione in Asia.
Anche la posizione politica di Appio Claudio, fratello di Clodio sembra ambigua: egli è promotore dell'inchiesta e quindi si schiera dalla parte di Cesare, ma cerca di non suscitare l'ostilità di Pompeo. Curioso è il comportamento di Cicerone nei confronti di Appio: più volte l'oratore aveva denunciato l'inimicizia di Appio, in questa occasione, invece, lo tratta con riguardo per non inimicarselo. Per tale motivo fa finta di credere che Appio si era schierato contro Scauro per sostenere il fratello Clodio, che rischiava di non essere eletto per la carica di console.
Si pensa che Cicerone abbia accettato la difesa di Scauro per sostenere gli interessi del partito senatorio, e non per dimostrare una particolare fedeltà a Pompeo. Si presume che egli volesse ristabilire un equilibrio incrinatosi negli anni precedenti in cui aveva composto due orazioni De provincis consularibus e Pro Balbo, in cui manifestava approvazione per il triumvirato e in particolar modo per Cesare. Sostenendo la causa di Scauro, Cicerone tornava a schierarsi dalla parte della nobilitas.
Scauro, in seguito, fu accusato de ambitu dallo stesso Triario e nonostante fosse ancora Cicerone a difenderlo, fu condannato e andò in esilio nel 52 a.C. L'accusa avvenne in base alla lex Licinia, promulgata nel 55 a.C., la quale riguardava il crimen sodaliciorum cioè di associazione a scopo di scambio illecito di voti.

Cicerone considera la Pro Scauro una delle sue orazioni più belle, come ricorda nelle lettere: 